# Гражданский кодекс Швейцарии

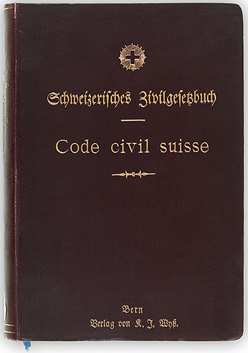
Первое издание Гражданского кодекса Швейцарии, 1907 год

Гражда́нский ко́декс Швейца́рии (официальное полное название Швейцарский гражданский кодекс от 10 декабря 1907 года; нем. Schweizerisches Zivilgesetzbuch, ZGB, фр. Code civil suisse, итал. Codice Civile Svizzero, романш. Cudesch civil) — кодифицированный законодательный акт, регулирующий общественные отношения в сфере частного права на территории Швейцарии. Принят 10 декабря 1907 года, при этом вступил в силу с 1912 года.
Основным автором Гражданского кодекса являлся известный швейцарский юрист Ойген Хубер, который приступил к его разработке по поручению Федерального правительства Швейцарии. Изначально Гражданский кодекс был опубликован только на немецком языке, впоследствии он был переведен на два других государственных языка — французский и итальянский (в то время ретороманский диалект не имел статуса государственного языка).
Гражданский кодекс принят во многом под влиянием Германского гражданского уложения, и отчасти под влиянием французского гражданского кодекса, вместе с тем большинство учёных по сравнительному правоведению утверждают, что швейцарский кодекс имеет собирательный характер и не строится исключительно по образцу указанных актов, а имеет в том числе и свои исторические и национальные особенности.
В Швейцарии не была принята в отличие от Франции или Германии концепция дуализма частного права, поэтому все гражданские и предпринимательские отношения урегулированы в рамках только Гражданского кодекса, никаких других специальных кодексов не принято, как например, Коммерческий кодекс Франции или Торговый кодекс Германии, которые регулируют отношения сугубо в сфере предпринимательской деятельности.
Гражданский кодекс Турции, принятый в 1926 году в ходе масштабных реформ правительства Кемаля Ататюрка по превращению Турции в светское государство, практически полностью повторяет Гражданский кодекс Швейцарии за исключением мелких особенностей.

## Структура
Швейцарский гражданский кодекс состоит из пяти книг:
- Книга первая — «Субъекты права — физические и юридические лица»;
- Книга вторая — «Семейное право»;
- Книга третья — «Наследственное право»;
- Книга четвёртая — «Вещное право»;
- Книга пятая — «Обязательственное право» (принята в форме отдельного закона в 1911 году), состоит из разделов: I — «Общие положения об обязательствах»; II — «Отдельные виды обязательств»; III — «Торговые товарищества»; IV — «Торговая регистрация, право на фирму, торговое счетоводство»; V — «Ценные бумаги».